# Manuel de Irujo
Manuel de Irujo Ollo (Estella, 25 de septiembre de 1891-Pamplona, 1 de enero de 1981) fue un político y abogado español de origen navarro, dirigente del Partido Nacionalista Vasco, por el que fue senador por Navarra durante la transición española, además de diputado por Guipúzcoa y ministro durante la Segunda República. También estuvo vinculado al federalismo europeo a través del Movimiento Europeo.

## Biografía
Estudió en el colegio de los jesuitas de Orduña, donde se graduó en 1907 de bachillerato. En 1910 se licenció en la Facultad de Filosofía y Letras de la Universidad de Deusto y en 1912 en la de Derecho, doctorándose a continuación en la Universidad de Salamanca. En 1916 se casó con Aurelia Pozueta Aristizábal, con quien tendría una hija, Miren, falleciendo su esposa en 1918.

### Paso a la política
Se afilia al Partido Nacionalista Vasco, y en 1921, los nacionalistas se presentan junto a los carlistas a las elecciones en la coalición "Alianza Foral", tras la cual Irujo consigue un acta de diputado para la Diputación Foral de Navarra en 1921, siendo reelegido en 1923. En esta segunda ocasión ocuparía el cargo durante poco tiempo, pues la llegada del dictador Primo de Rivera le valió un encarcelamiento de dos semanas y la anulación de su acta. Hasta 1930 se dedica a la abogacía. El 28 de febrero de 1930, tras el fin de la dictadura, vuelve a su cargo en la Diputación foral. Con el comienzo de la Segunda República, Irujo se presenta en las listas a Cortes del PNV por Guipúzcoa, siendo elegido diputado en las elecciones de 1931, 1933 y 1936.
En 1936 defendió el posicionamiento de su partido a favor de la Segunda República y frente a la sublevación militar.

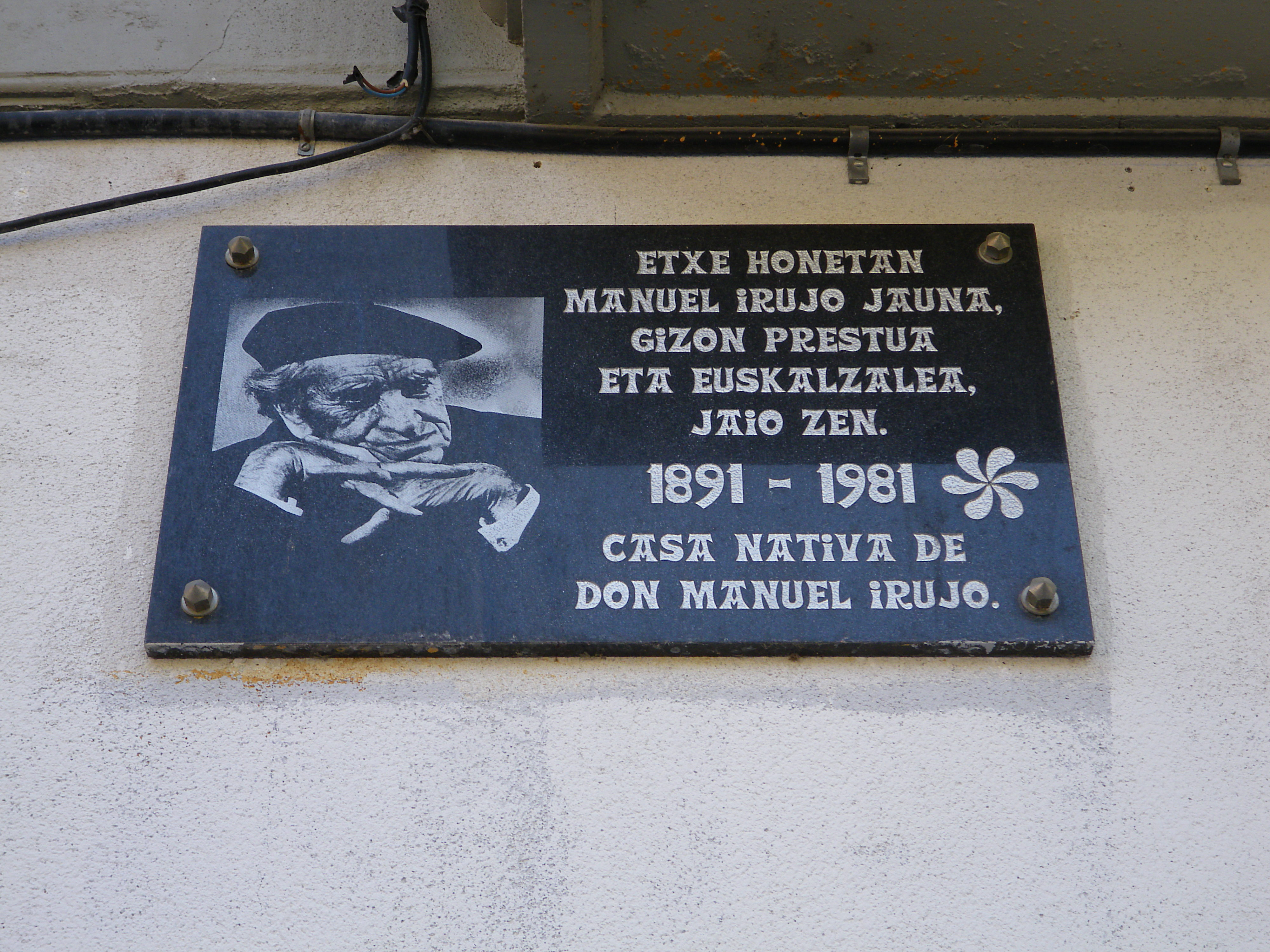
Placa en memoria de Don Manuel colocada en la fachada de su casa natal en Estella.

### Guerra Civil
Entre septiembre de 1936 y mayo de 1937 fue ministro sin cartera en el Gobierno de Largo Caballero con la función de intentar restablecer el funcionamiento de una justicia elemental en la zona republicana. Dicha función la continuó como Ministro de Justicia en el gobierno de Negrín hasta diciembre de 1937. Abandonó el cargo, entre otras razones, por la represión que el gobierno llevó a cabo contra el Partido Obrero de Unificación Marxista (POUM), pero quedó como ministro sin cartera hasta agosto de 1938.

### Exilio
Tras la guerra civil española se exilió en el Reino Unido. Siguiendo la cambiante posición del PNV (rupturista durante la Guerra Mundial, colaboradora con el resto del exilio español tras la Guerra) creó y presidió el Consejo Nacional de Euzkadi entre 1940 y 1942, período durante el cual propondría la creación de la República Vasca. También fue ministro del gobierno republicano en el exilio (1945–1947). Por su labor en la construcción europea en 1972 fue nombrado presidente de honor del Consejo Federal Peninsular del Movimiento Europeo.

### Retorno
Regresó a España en 1977, reincorporándose con el PNV a la política institucional española. Ese año fue elegido senador por Navarra en las listas del Frente Autonómico. En 1979 fue elegido miembro del Parlamento Foral de Navarra como cabeza de lista de la coalición Nacionalistas Vascos, siendo su primer presidente.

## Obras
Es autor, entre otras obras, de Inglaterra y los vascos e Instituciones políticas vascas (1945).

## Ideología
Irujo escribió el siguiente decálogo, que resume su ideología[cita requerida]:

1. Declaro y afirmo que soy navarro de nacimiento y de corazón, y, por lo tanto vasco, como los gipuzkoanos, los alaveses, bizkainos, laburdinos y zuberoanos;
2. Que mi patria chica es Nabarra, llamada antiguamente Vasconia, uno de los Estados libres del País Vasco o Euskadi, y ésta es la verdadera y única patria de todos los vascos;
3. Que como navarro y vasco, no soy francés ni español, sino vasco solamente;
4. Que por lo tanto formo parte de un grupo étnico diferente del francés y del español;
5. Que por la misma causa, mi lengua natural no es el francés ni el castellano, hijas del latín; sino el euskera, llamada por Sancho el Sabio lingua Nabarrorum;
6. Que como navarro y vasco quiero, reclamo y exijo la libertad e independencia de Nabarra y Euskadi, sin la intromisión o tutela de ningún otro Estado;
7. Que asimismo como vasco progresista de Nabarra, aspiro a que mi patria se adhiera a la unión de Estados confederados de Europa;
8. Que como amante de la verdad y de la cultura patrias, reclamo que se implante inmediatamente en todas las escuelas del país la enseñanza de su gloriosa historia. Que se imponga urgentemente el uso de la lengua nacional vasca, la aplicación de nuestras leyes, usos y costumbres y se protejan nuestras instituciones. y que se respeten siempre los derechos sagrados de la persona humana;
9. Que al igual que los bienes naturales, sea también la cultura patrimonio común de los vascos y puedan todos tener libre acceso a cualquier grado de enseñanza;
10. Que los vascos de todas las clases sociales tengan acceso a la riqueza y el bienestar generales de la patria, sin exclusivismo ni monopolio. Libertad y Fueros.

## Obras
Manuel de Irujo escribió a lo largo de su vida varias obras, centradas especialmente en la identidad vasca:
- «Instituciones Jurídicas Vascas». (1945)
- «Inglaterra y los vascos». (1945)
- «La Guerra Civil en Euskadi antes del Estatuto». (1978)
- «Escritos en Alderdi 1949-1960» (1981)
- «Escritos en Alderdi 1961-1974» (1981)
- «Desde el partido nacionalista vasco». Tomos I y II. (1982)